# Panorpa okamotona
Panorpa okamotona is een insect uit de orde van de schorpioenvliegen (Mecoptera), familie van de schorpioenvliegen (Panorpidae). De wetenschappelijke naam van de soort is voor het eerst geldig gepubliceerd door Issiki in 1927.
De soort komt voor in Korea.